# Z-Biblioteca
Z-Library (abreviat ca z-lib, anterior BookFinder) este un proiect pentru accesul la informație prin partajarea fișierelor pentru textele academice și cărțile de interes general. A început ca o oglindă a Bibliotecii Genesis, dar s-a extins dramatic.
Conform datelor proprii ale site-ului web publicate în februarie 2023, colecția sa a cuprins peste 13,35 milioane de cărți și peste 84,8 milioane de articole. Z-Library este deosebit de populară în economiile emergente și în rândul cadrelor universitare. În iunie 2020, Z-Library a fost vizitată de aproximativ 2,84 milioane de utilizatori, dintre care 14,76% proveneau din Statele Unite ale Americii. Potrivit serviciului Alexa Traffic Rank, Z-Library a fost clasat pe locul 8,182 cel mai activ site web în octombrie 2021.
Organizația se descrie drept „cea mai mare bibliotecă de cărți electronice din lume”, precum și „cel mai mare magazin de articole științifice din lume” și funcționează ca o organizație non-profit susținută prin donații. Pe lângă distribuirea de cărți electronice, Z-Library intenționează să-și extindă oferta pentru a include cărți fizice broșate, la diferite „Z-Points” dedicate, in diferite locații ale lumii.